# Deljiler, Cetatea Albă
Deljiler (în rusă Дмитровка, transliterat: Dmitrovka, în ucraineană Дмитрівка, transliterat: Dmîtrivka) este un sat reședință de comună în raionul Cetatea Albă din regiunea Odesa (Ucraina). Are 4,071 locuitori, preponderent bulgari. Este cel mai populat sat din raion.
Satul este situat la o altitudine de 42 metri, în partea de nord-vest a raionului Tatarbunar. El se află la o distanță de 10 km vest de centrul raional Tatarbunar și la 25 km de la stația de cale ferată Arciz (de pe linia Odesa - Ismail).
Până în anul 1947 satul a purtat denumirea oficială de Deljiler (în rusă Дельжилер, în ucraineană Дельжильєри), în acel an el fiind redenumit Dmitrîvka. De această comună depinde administrativ satul Alexandrovca Nouă.

## Istoric
În secolul al XVIII-lea pe locul acestei localități s-a aflat o tabără a tătarilor nogai, denumită Deljiler.
Prin Tratatul de pace de la București, semnat pe 16/28 mai 1812, între Imperiul Rus și Imperiul Otoman, la încheierea războiului ruso-turc din 1806 – 1812, Rusia a ocupat teritoriul de est al Moldovei dintre Prut și Nistru, pe care l-a alăturat Ținutului Hotin și Basarabiei/Bugeacului luate de la turci, denumind ansamblul Basarabia (în 1813) și transformându-l într-o gubernie împărțită în zece ținuturi (Hotin, Soroca, Bălți, Orhei, Lăpușna, Tighina, Cahul, Bolgrad, Chilia și Cetatea Albă, capitala guberniei fiind stabilită la Chișinău).
Pentru a-și consolida stăpânirea asupra Basarabiei, autoritățile țariste au sprijinit începând de la începutul războiului stabilirea în sudul Basarabiei a familiilor de imigranți bulgari și găgăuzi din sudul Dunării, aceștia primind terenuri de la ocupanții ruși ai Basarabiei. Satul Deljiler a fost fondat în anul 1830 de către coloniști bulgari pe locul fostei tabere tătărești.
În urma Tratatului de la Paris din 1856, care încheia Războiul Crimeii (1853-1856), Rusia a retrocedat Moldovei o fâșie de pământ din sud-vestul Basarabiei (cunoscută sub denumirea de Cahul, Bolgrad și Ismail). Satul Deljiler a rămas pe teritoriul Rusiei, aflându-se în apropiere de frontieră.
În perioada de până la primul război mondial, s-au intensificat nemulțumirile țăranilor săraci cauzate de lipsa pământului. În ianuarie 1918, activiștii bolșevici au preluat conducerea în sat. Intervenția armatei române a dus la înăbușirea rebeliunii bolșevice și la pacificarea localității. Jandarmii au arestat patru membri ai sovietului bolșevic.
După Unirea Basarabiei cu România la 27 martie 1918, satul Deljiler a făcut parte din componența României, în Plasa Tatar-Bunar a județului Cetatea Albă. Pe atunci, majoritatea populației era formată din bulgari, existând și comunități mici de ruși și români. La recensământul din 1930, s-a constatat că din cei 4.397 locuitori din sat, 4.281 erau bulgari (97.36%), 37 ruși (0.84%), 30 români (0.68%), 17 evrei, 7 greci și 2 găgăuzi.
În perioada interbelică, satul s-a aflat în aria de interes a activiștilor bolșevici din URSS, aici existând un comitet revoluționar clandestin condus de A.V. Arghirov și S.N. Iancev. Mai mulți săteni au participat la Răscoala de la Tatarbunar din 1924, organizată de bolșevicii din URSS. După înăbușirea revoltei, au fost arestați mai mulți localnici.
Ca urmare a Pactului Ribbentrop-Molotov (1939), Basarabia, Bucovina de Nord și Ținutul Herța au fost anexate de către URSS la 28 iunie 1940. După ce Basarabia a fost ocupată de sovietici, Stalin a dezmembrat-o în trei părți. Astfel, la 2 august 1940, a fost înființată RSS Moldovenească, iar părțile de sud (județele românești Cetatea Albă și Ismail) și de nord (județul Hotin) ale Basarabiei, precum și nordul Bucovinei și Ținutul Herța au fost alipite RSS Ucrainene. La 7 august 1940, a fost creată regiunea Ismail, formată din teritoriile aflate în sudul Basarabiei și care au fost alipite RSS Ucrainene . Imediat după ocuparea Basarabiei, în anul 1941, autoritățile sovietice au înființat în sat un colhoz.
În perioada 1941-1944, toate teritoriile anexate anterior de URSS au reintrat în componența României. Un număr de 431 localnici au luptat în cel de-al doilea război mondial, 210 dintre ei murind pe front. Apoi, cele trei teritorii au fost reocupate de către URSS în anul 1944 și integrate în componența RSS Ucrainene, conform organizării teritoriale făcute de Stalin după anexarea din 1940, când Basarabia a fost ruptă în trei părți.
În anul 1947, autoritățile sovietice au schimbat denumirea oficială a satului din cea de Deljiler în cea de Dmitrîvka. În anul 1954, Regiunea Ismail a fost desființată, iar localitățile componente au fost incluse în Regiunea Odesa.
Începând din anul 1991, satul Deljiler face parte din raionul Tatarbunar al regiunii Odesa din cadrul Ucrainei independente. În prezent, satul are 4.071 locuitori, preponderent bulgari.

## Economie
Locuitorii satului Deljiler se ocupă în principal cu agricultura și viticultura. Pe lângă terenurile agricole, satul mai dispune de 280 de hectare de podgorii și 110 de hectare de livezi de pomi fructiferi. În sat mai funcționează o fermă de îngrășare a porcilor, un complex industrial pentru producerea și prelucrarea primară a legumelor și a strugurilor, o fabrică de conserve, o fabrică de celuloză pe sezon și un combinat de prelucrare a strugurilor.

## Populație
1930: 4.397 (recensământ) 
2001: 4.071 (recensământ)

## Obiective turistice
- Monumentul lui V.I. Lenin